# Панафричке боје
Термин панафричке боје се односи на два различита сета боја: зелено, жуто и црвено (инспирасано заставом Етиопије), и црвено, зелено и црно (које се користе по узору на Универзалну асоцијацију за напредак црнаца и лигу афричких зајединца (UNIA), која је базирана у Америци. Оне се користе у заставама и другим обележјима разних земаља и територија у Африци и Америкама за означавање панафричке идеологије. 

## Зелено, златно и црвено
Црвена представља крв африканаца, проливену у борби за слободу. Златно представља опљачкано злато и богатство њихове отаџбине. Зелена представља лепоту и вегетацију Африке, обећане земље.
- Бенин
- Камерун
- Етиопија
- Гана
- Гвинеја
- Гвинеја Бисао
- Гвајана
- Мали
- Мозамбик
- Република Конго
- Сао Томе и Принципе
- Сенегал
- Того
- Замбија
- Зимбабве